# Teoremas fundamentales de la economía del bienestar
Hay dos teoremas fundamentales de la economía del bienestar. El primero afirma que cualquier equilibrio competitivo o walrasiano lleva a una situación de asignación de recursos económicos que es eficiente en el sentido de Pareto. El segundo teorema es contrarecíproco del primero; afirma que cualquier asignación eficiente u óptimo de Pareto se puede obtener mediante un equilibrio competitivo.
A pesar de la aparente simetría de ambos teoremas, en realidad el primero es mucho más general que el segundo, requiriendo supuestos más débiles.

## Argumentos
Lo que sigue no es una demostración formal (véase especialmente "Teoremas dentro de otras ciencias"), sino más bien una exposición que busca, de acuerdo con los principios de la economía naturalista, poner en relevancia los conceptos y relaciones que sustentan las propuestas. Es preferible entonces, más bien que demostraciones, hablar de argumentos, especialmente en su acepción de "discurso dirigido al entendimiento."

### Primer teorema

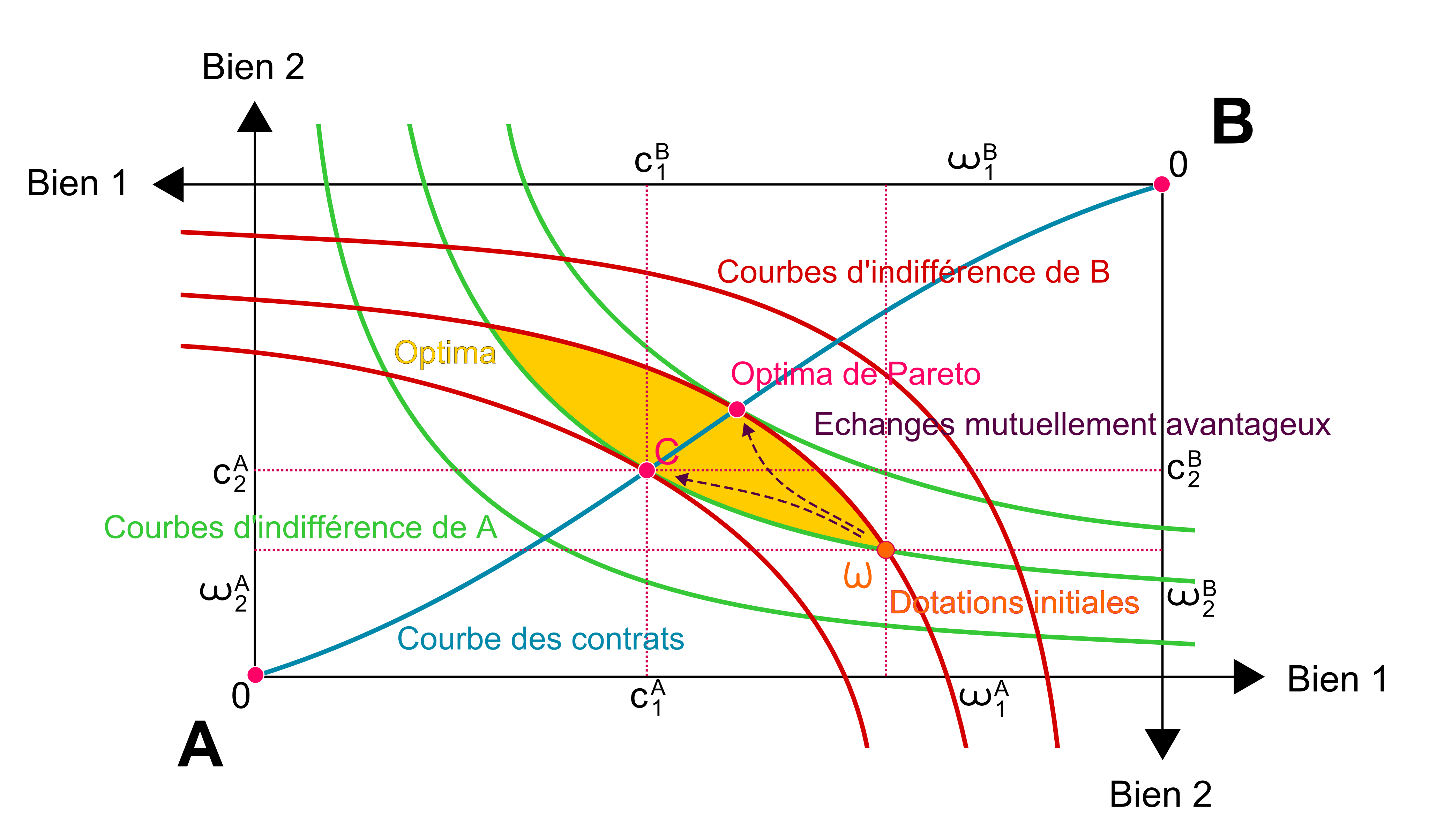
Ilustración del Primer Teorema en una Caja de Edgeworth.

El primer teorema fundamental -conocido también como teorema directo- establece que cualquier situación de equilibrio general walrasiano es Pareto eficiente. Esto fue demostrado originalmente de manera geométrica por Abba Lerner y posteriormente de manera algebraica por Harold Hotelling, Oskar Lange, Maurice Allais, Kenneth Arrow y Gérard Debreu. Formalmente, el teorema puede ser propuesto de la siguiente manera: Si las preferencias locales se satisfacen inicialmente y si la relación entre compras, bienes y precios (x*, y*, p) establece un equilibrio competitivo, entonces (x*, y*) es una distribución óptima en el sentido de Pareto.
Por preferencias no satisfechas o “no saciedad local” se implica que una compra cualquiera (ya sea de un bien o conjunto o canasta de bienes) no ha agotado los deseos de compras del consumidor. Técnicamente, eso se expresa diciendo que para cualquier “canasta de compra” adquirida existe otro u otros, arbitrariamente similares, tales que serían preferidos. Más formalmente, para cualquier transacción x en el universo de posibles transacciones (X) de preferencia positivas (E) habría un {\displaystyle x*} tal que {\displaystyle (x*-x)\leq E} y, consecuentemente, se prefiería {\displaystyle x*}.
Un equilibrio competitivo o general o walrasiano se refiere al que se establece en el mercado de una economía real cuando las relaciones entre riqueza general, bienes en oferta, precios, etc., lleva a un funcionamiento económico que tiende a perpetuarse. (en el caso de un solo tipo de mercadería, etc., se habla de un equilibrio parcial, es decir, se estableció en ese momento un equilibrio entre oferta y demanda en esa área específica, pero no sabemos que tal situación se repetirá o que sea necesariamente estable en el largo plazo). Equilibrio general incluye tanto los cambios (compra-venta) en la economía como a la asunción de que las empresas son eficientes, tanto del punto de vista de la asignación como de la producción. En este argumento, lo que interesa específicamente es que los precios llevan a ventas. Se puede fácilmente demostrar que lo anterior sigue de la asunción más general acerca de mercados (tanto de factores de producción como de productos) perfectamente competitivos. 
Considérese una transacción o “solución” (S) (compra venta real) entre dos individuos. Tal transacción será parte de la totalidad de posibles compraventas entre dos individuos cualquiera. Todos esos posibles intercambios definen un espacio o “plano” de todas las posibles relaciones (soluciones) entre compras, ventas y precios ({\displaystyle S_{1},S_{2},\dots S_{n}}). Supóngase, además, que dentro de tal universo existe una solución ({\displaystyle S*}) en la cual cada participante ha obtenido el máximo de beneficios posible. (Esa situación es llamada dominancia, Así, por ejemplo, si la relación S1 es preferida a la solución S2, S1 domina a S2. De acuerdo con esta terminología, S* “domina” a todas las S) La desviación de tal situación implica que ya sea uno o el otro ya sea perderá o no obtendrá parte de los beneficios posibles o se abstendrá de participar en el intercambio. Cuando tal situación (S*) es generalizada en una economía, se está en el Óptimo de Pareto.
Supóngase que las condiciones generales del equilibrio económico walrasiano rigen o son válidas. Es decir, la riqueza (R) de un país es igual a la suma (∑) de los bienes (B) que todos los habitantes (h) de ese país poseen multiplicado por el valor o precio (p) de esos bienes más la suma de dinero que esos habitantes poseen. Pero ese dinero es igual a -puede ser descrito como- la suma de los bienes producidos (P) que todas las empresas (e) han producido o poseen en ese momento determinado, multiplicado por los precios (p) de esos bienes. Más formalmente:

{\displaystyle \sum _{h}R_{h}=\sum _{h}B_{h}p_{h}+\sum _{e}P_{e}p_{e}}

donde ∑h Rh es la riqueza total; Bh, el agregado de bienes de todos los h; Pe, el producto de las empresas e, y p es el precio.
Asúmase, finalmente, que esos bienes, precios y riqueza, etc., establecen una relación (Sn) tal que es parte de la totalidad de posibles relaciones entre esos factores, pero es diferente de aquella (S*) que Pareto llama óptima.
Considérese: La maximización de preferencias implica que:
(No es necesario considerar el caso en el cual la preferencia por Sn sea menor que por S*, porque tal situación implicaría que los individuos escogen transacción es que no dan tanto beneficio como desearían o podrían obtener o -alternativamente- que escogen “ser menos ricos” que lo que podrían, situación que no se observa a menudo.)
Si la preferencia por Sn > S*, entonces Bh∙p> Rh. 
(en otras palabras, si una transacción Sn es preferida a S*, la relación entre bienes y precios sería mayor que la que la riqueza de los individuos permite. Es decir, no se puede obtener)
Si preferencia Sn ≥ S*, entonces Bh ⋄ p ≥ Rh.
(para verlo, imaginese la misma situación (Sn ≥ S*) pero con Bh ⋄ p< Rh. Es decir, la relación bienes y precios es menor que la que la riqueza general establece o permite. Podríamos encontrar entonces una relación Sn tal que fuera preferida a S*. Pero S* es, por definición, la preferida u óptima en términos de maximizar beneficios. Sigue entonces que cada individuo preferiría Bh ⋄ p ≥ Rh, es decir, maximizar su riqueza.)
Ahora, considérese en general una relación de factores (x, y ...) que fuera dominante de acuerdo con Pareto (x*,y*). Esto significa que un parámetro cualquiera (x) será mayor en x* que en algunos de los otros casos y mayor o igual en todos. Es decir, x ≥ x* . (Nota necesaria
Pero, por lo anterior, sabemos que Rh ⋄ p ≥ Rh.
Sumarizando se encuentra que Sn no puede ser diferente a S*. De serlo, no se podría obtener Rh ⋄ p ≥ Rh. 
Esto significa que, dada una relación estable a largo plazo (equilibrio walrasiano) en la cual la riqueza de una sociedad en su conjunto es igual a la suma de todos los bienes -poseídos y en circulación en esa sociedad- multiplicado por el precio de esos bienes y asumiendo tanto que los individuos busquen maximizar su riqueza a través de escoger relaciones de intercambio que les sean individualmente favorables como la posibilidad real de implementar esas opciones, se llegara a una situación óptima, o eficiente, de acuerdo con la definición de Pareto. 
Este resultado se considera generalmente como una vindicación de la propuesta inicial de la economía clásica (ver mano invisible y Ley de Say) (pero ver más abajo: discusión)

### Segundo teorema fundamental
Este segundo teorema fue propuesto originalmente por Abba Lerner en su “ Economía del Control”
Hemos visto que cada equilibrio es “eficiente”. Sin embargo eso no implica necesariamente que todas y cada una de las posibles alternativas eficientes de asignación de recursos conducirán a un equilibrio de largo plazo o competitivo. Esto es lo que el segundo teorema -conocido también como teorema inverso- busca establecer: cada asignación eficiente será mantenida en equilibrio por un conjunto dado de precios. 
Esa aserción es más “fuerte” o amplia que la establecida por el primer teorema. Para lograrla es necesario, en consecuencia, una serie de condiciones o supuestos más restrictivos que en el caso anterior.

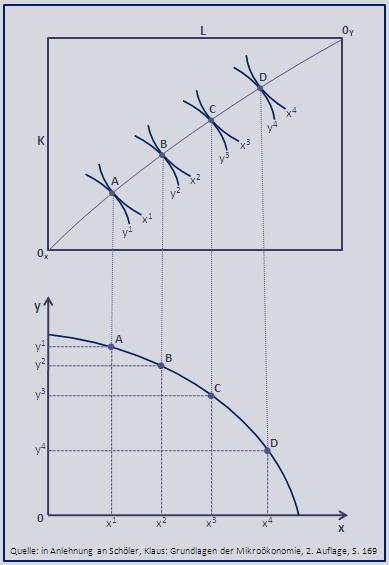
Ilustración de relaciones.

El supuesto principal es que las preferencias de los consumidores pueden ser representadas o corresponden a una curva convexa (Y) Adicionalmente es necesario asumir que tales curvas son continuas y transitivas. (ver curvas de indiferencia
La segunda condición es que esas preferencias no están saciadas localmente. Este supuesto es similar al que se estableció para el primer teorema 
A pesar de que tales supuestos son cuestionables es necesario aceptarlos para continuar con la argumentación.
Aceptando lo anterior, estamos en condiciones de volver a expresar el segundo teorema como afirmando que cualquier relación de recursos que sea eficiente de acuerdo con Pareto establecerá un equilibrio general en un punto determinado por los precios.
Para eso parece conveniente proceder en dos pasos: primero, establecer que cada relación o asignación de recursos establece un casi equilibrio, y, segundo, que tales casi equilibrios con asignaciones eficientes pueden llegar a ser o se transforman en equilibrios de largo plazo dadas ciertas condiciones. (es decir, ciertos precios)
Primer paso: defínase una asignación dada de recursos (x*,y*) como aquella (Xi*) en la cual hay un casi equilibrio -es decir, se observan intercambios reales en un cierto mercado. En esa asignación hay una curva de precios (p) y una de los niveles efectivos de riqueza (R) que se han obtenido a través de la circulación de dinero tal que: 
∑h Rh =∑ B ⋄ p + ∑Pe . pe 
(ver primer teorema)
y 
p ⋄ Pe ≤ p ⋄ Pe* para cada Pe que sea parte del conjunto de bienes producidos Pe*.
(es decir, que las ganancias de una empresa cualquiera (e) se maximizarían si se produjera Pe* (nótese que “e” incluye individuos, los que “producen” trabajo, etc)
Definase Vi como siendo igual a las posibles relaciones (compra-ventas) preferidas por individuo i a la que existe en Xi* y dejese a V ser la suma de tales Vi. Vi es convexo -por asumcion- debido a que es una relación de preferencia y V es convexa porque es la suma de Vi. Similarmente, Pe + B (la suma de todos los conjuntos de bienes producidos más el agregado de bienes) es convexo porque cada Pe es convexo.
Podemos ver que las curvas V, Y y B no se pueden cruzar, o, más formalmente, que la intersección de V, Y y B no es válida o debe ser nula, porque de otra manera implicaría que, para el conjunto de individuos i debe haber un agregado de bienes (Pe + B) que es preferida a la establecida por (x*,y*) y es obtenible con los recursos disponibles para la suma de individuos. (ver primer teorema)
Lo anterior nos permite tratar esas curvas conforme al teorema del eje de separación de Minkowski Aplicado a esta situación, ese teorema muestra que hay una curva de precios diferente a 0 -un número r - tal que p ⋄ v ≥ r para cada v que pertenezca a V y p ⋄ Pe ≤ r por cada Pe que pertenezca a Pe*+ B. En otras palabras, existe un vector de precios que define una línea que separa perfectamente esos dos conjuntos convexos.
Podemos ver también que, dado que la preferencia por Vi ≥ xi* (por definición más arriba), sigue que p (∑ Vi) ≥ r. En otras palabras, dado que hay una relación o ‘canasta de bienes a comprar’ para el individuo (Vi) que es preferida a la establecida por x*, y dado que tal conjunto de relaciones está delimitado por r, sigue que V está delimitado o cerrado matemáticamente por Vi. (en otras palabras, hay un “espacio” constituido por todas las posibles compras preferenciales de un individuo. Ese espacio está delimitado por el caso de máxima preferencia)
Pero lo mismo se aplica a la relación establecida por X. Es decir, hay una (x*) tal que es preferida a todas. Y esa x* establece el límite a todas las contenidas en X. Pero sabemos también que la relación x* es parte de la suma de Pe + B, por lo tanto ∑ x* ≤ r. 
Sigue por lo tanto que x* = r . (es decir, x* constituye el límite en el cual las preferencias individuales se encuentran, o la línea de preferencia que delimita todas las otras curvas de preferencias)
Se puede ver entonces que, aún habiendo relaciones de precios y bienes tales que será n preferidas por individuos, los individuos en su conjunto gravitaran al caso que limita cada universo de preferencias individuales. Ese caso límite es x* y es el punto en el cual las preferencias individuales se encuentran o coinciden.
Todo lo anterior implica que dada una riqueza tal que Ri = p⋄ x* para cada individuo, se establece un casi equilibrio. En otras palabras, habrá compra-ventas o intercambios reales. Ese punto se establece en el caso de que delimita las curvas individuales de preferencias, es decir, en la establecida por el Óptimo de Pareto.
Lo mismo se aplica a empresas. 
Ahora nos volvemos a la situación que transforma esa estabilidad parcial en una permanente, es decir, en un equilibrio competitivo. Eso es equivalente a decir que las relaciones entre las preferencias individuales “consensuales” establecidas más arriba (x*) y bienes (B) y precios (p) son estables si y solo si p ⋄ x* < ∑ Ri (es decir, solo si las relaciones son obtenibles dada la riqueza conjunta). Para eso es necesario nuevamente asumir que las relaciones de preferencias individuales Vi son convexas y continuas (es decir, son relativamente estables, sin cambios bruscos).
Si ese es el caso, existe una curva de consumo individual (c’i) que pertenece a todas los posibles curvas de consumo (Ci) y es sostenible por la riqueza del individuo (p ⋄ c’i < Ri) 
Pero sabemos -por el teorema anterior- que:
∑h Rh =∑ B ⋄ p + ∑Pe . pe
dado que i (individuos) no pueden ser otros que h (habitantes) sigue que asumiendo que ∑Pe . pe sea igual que ∑h Rh - ∑ B ⋄ p, la situación será estable.
En otras palabras, para que un casi equilibrio o equilibrio temporal se transforma en uno permanente basta que las curvas de consumo sean convexas (ver: teoría de las expectativas racionales) y que exista un bien o una canasta de bienes (x*) que a lo más sea igual en deseabilidad (o precio) que las que ya se han obtenido. 
Siguen entonces que una situación eficiente de acuerdo con Pareto establecerá un equilibrio de largo plazo si asumimos que los consumidores se comportan racionalmente en términos económicos, es decir, si buscan maximizar sus beneficios a partir de una distribución dada de los recursos económicos.
Esta conclusión se interpreta, generalmente, como significando que sería posible obtener un estado deseable de distribución de recursos económicos a partir, simplemente, de una redistribución original de tales recursos, sin necesidad posterior de recurrir a “ajustamientos” continuos o repetitivos. Así, por ejemplo, Davis afirma: “(El segundo teorema del bienestar) Dice que, dada algunas restricciones adicionales, un resultado Óptimo de Pareto puede ser conseguido como un equilibrio competitivo a través de transferencias adecuadas de sumas de dinero (“lump sum transfers”, en el original) . Así, si no nos gusta el Óptimo de Pareto particular que resulte, enactamos (otras) transferencias que den mejores resultados sociales (dado algún criterio de bienestar social)”

## Discusión
Como hemos visto, el primer teorema es generalmente considerado como la confirmación analítica de la hipótesis de “la mano invisible” de Adam Smith. En otras palabras, la confirmación de la percepción que mercados competitivos llevan a una asignación eficiente de los recursos económicos. En ese sentido -se alega- el teorema apoya la no intervención estatal en asuntos económicos: déjese que el mercado opere libremente y el resultado será eficiente en términos de Pareto. 
Sin embargo, se ha sugerido que la situación descrita en el primer teorema depende -a fin de llegar a la eficiencia de Pareto- en ciertas condiciones, conocidas en su conjunto como de competencia perfecta. Sin embargo, tal condición es un ideal que no existe en el mundo real. Por ejemplo, Greenwald y Stiglitz publicaron un teorema (el llamado Teorema de la Asimetría de la información) que establece que, en la presencia ya sea de información imperfecta o mercados no perfectamente competitivos, el resultado no es eficiente en términos de Pareto. Sigue que en la mayoría de las situaciones de la economía en el mundo real, esas desviaciones de las condiciones ideales deben ser tomadas en cuenta.
Adicionalmente se ha alegado que eficiencia en términos de Pareto no es ni una definición precisa de “eficiencia” ni equivalente a deseable. El término “Óptimo de Pareto” simplemente indica una situación en la cual no se puede mejorar la situación de alguien sin hacer que algún otro sea peor . Por ejemplo, si un individuo posee el 99% de la riqueza y el 99% de la población se reparte de alguna manera el otro 1%, eso es un Óptimo de Pareto, en que no se puede mejorar la situación de ese 99% sin reducir la del individuo que tiene todo. Pero igualmente óptima para Pareto sería la otra situación en la cual cada individuo en una sociedad tenga exactamente lo mismo que cualquier otro. Lo mismo se puede decir de las numerosas posibilidades intermedias. Desde el punto de vista del Óptimo de Pareto, no hay un criterio que permita seleccionar una como preferible a las otras. Esto implica que el criterio de optimalidad de Pareto es débil en relación con elegir propuestas concretas que maximicen el bienestar general.
En consecuencia Amartya Sen señala que sigue que puede haber muchas situaciones que son eficientes en término de Pareto sin que todas sean igualmente deseables o aceptables desde el punto de vista de la sociedad (o sus miembros).
Aún más, puede haber situaciones que no son óptimas de acuerdo con Pareto pero que sin embargo son preferibles desde el punto de vista general. Por ejemplo, en una situación hipotética en la cual el 10% de la población poseyera el 90% de la riqueza general y el 90% restante de la población poseyera el 10% de la riqueza, medidas redistribuidas podrían ser vistas en general no sólo como equitables, sino que podrían tener un efecto positivo en la economía general, en la medida que un aumento en la demanda puede incrementar la producción. Un argumento en ese sentido es avanzado por Davis (ver también keynesianismo)
Parcialmente como consecuencia de lo anterior, Lerner sugirió una nueva aproximación. Basado en su concepto de “eficiencia de distribución”, la cual se mide en relación con la eficiencia con la cual aquellos que necesitan los bienes y servicios los reciben Lerner argumenta que a la mayor eficiencia de distribución, el mayor bienestar general. Pero esa mejor distribución de bienes y servicios implica a su vez una mejor distribución de los medios de acceso a tales bienes y servicios en la sociedad, o, más formalmente: “asumiendo que una cantidad fija de ingreso, una función social de bienestar cóncava, funciones individuales de bienestar también de tipo cóncavo, y que estas se distribuyen en forma equiprobabilística entre los miembros de la sociedad, la maximización de la esperanza matemática del bienestar de la sociedad se alcanza solo cuando el ingreso se distribuye de manera igualitaria. (Una demostración de este teorema se encuentra en Sen, A.K. Sobre la desigualdad económica. Editorial Crítica. (1979).”
Sin embargo, tal sugerencia implica la necesidad no solo de un criterio económico para efectuar la redistribución sino un mecanismo efectivo. Adicionalmente, si, por cualquier motivo aceptamos que los mercados son el mecanismo, si no inmejorable, por lo menos el más efectivo en regular una economía a fin de lograr equilibrio competitivo o, alternativamente, creemos que es conveniente en términos, por lo menos, políticos, minimizar las intervenciones del estado, esto impone una demanda adicional sobre las posibles soluciones. 
El segundo teorema establece que, de la totalidad de posibles resultados que son eficientes en términos de Pareto, se puede lograr uno específico a través de simplemente alterar las condiciones iniciales y posteriormente dejando que el mercado actúe libremente. En otras palabras, que se puede “escoger” uno de esos resultados a través de la distribución o redistribución general a la población de una “suma de riqueza” adecuada. Por ejemplo, si se distribuye toda la riqueza de la sociedad igualmente entre sus miembros, esa distribución llevará -según el argumento- a un Óptimo de Pareto. Y, si se asume además que se está en una situación de competencia perfecta, esa distribución será estable, tenderá a perpetuarse en el futuro.
Esto sugiere que la intervención estatal tiene un papel legítimo en política económica: la redistribución nos puede ayudar a implementar, seleccionando entre todos esos posibles resultados Óptimos de acuerdo con Pareto, aquel que tenga las características deseadas, no solo de acuerdo con criterios externos (por ejemplo: ético o políticos) sino de racionalidad económica y bienestar social. Por ejemplo, la propuesta por Lerner. 
Esta propuesta tiene la ventaja adicional que supera el problema del conocimiento requerido para efectuar otras propuestas redistribuidas. Como se ha señalado propuestas que requieren la intervención continuada del estado en la economía demandan que el gobierno o cualquiera sea el organismo a cargo de tal intervención posea conocimiento que bordea en lo perfecto de las preferencias de los consumidores y las funciones de producción de las empresas (lo que parece, por lo menos, cuestionable) en orden a elegir las medidas de intervención adecuadas. Una redistribución “original” evita ese problema.
Sin embargo, no es obvio como un gobierno en el mundo real puede efectuar tal redistribución: transferencias de capital o dinero son difícil de implementar y -consecuentemente- casi nunca empleadas. impuestos proporcionales pueden llegar a tener efectos distorsionantes en la economía en general, en especial, dado que alteran los ingresos relativos de los factores de producción , distorsionando y disturbando la estructura productiva. Como Davis (op.cit) observa a continuación de lo citado más arriba “Por supuesto, cuando contemplamos el mundo real, mejor también consideramos si tales transferencias son económica o políticamente realizables.”
Posibles soluciones a este problema envuelven, entre otras, consideraciones de “compensación” a quienes sean afectados negativamente por las políticas redistributivas. Varias propuestas existen en ese sentido
```
y tienen una cierta atracción dado que la propuesta: “ se basa en la noción que es probable que pocas políticas vayan a beneficiar (directamente) a absolutamente todos, y que, si ese fuere el criterio quizás seríamos capaces de implementar muy poco”.
[
27
]
 Así, por ejemplo, si las políticas redistributivas realmente incrementan la producción (a través de un incremento en la demanda) el incremento en las ganancias que resulten de un proceso redistributivo pueden ser vistas como la compensación necesaria por la demanda en la riqueza (impuestos) que la redistribución impone. En resumen, toda la construcción sobre equilibrios walrasianos y sus derivados paretianos, se basan en una falacia, ya demostrada matemáticamente por John Nash, y es que no tiene sentido alguno preestablecer una regla de comportamiento completamente falaz como lo es la satisfacción finita del consumidor, para validar una teoría...violenta el más mínimo principio científico y más bien deja en evidencia, el manejo intelectual de alumnos y estudiantes para defender un modelo fallido, que a estas alturas del desarrollo humano, explota por todos lados.
```